# Lasiocampa
Lasiocampa is een geslacht van nachtvlinders uit de familie Lasiocampidae.

## Soorten
- Lasiocampa angulifera Walker, 1865
- Lasiocampa annulipes Boisduval, 1833
- Lasiocampa bilineata (Mabille, 1884)
- Lasiocampa concolor (Christoph, 1893)
- Lasiocampa datini (Mabille, 1888)
- Lasiocampa davidis (Staudinger, 1894)
- Lasiocampa decolorata (Klug, 1832)
- Lasiocampa eversmanni (Eversmann, 1843)
- Lasiocampa grandis (Rogenhofer, 1891)
- Lasiocampa grisea Grünberg, 1911
- Lasiocampa josua (Staudinger, 1896)
- Lasiocampa nana Staudinger, 1887
- Lasiocampa philopalus (Donzel)
- Lasiocampa piontkovskii Sheljuzhko, 1943
- Lasiocampa pungeleri Stertz, 1915
- Lasiocampa quercus (Linnaeus, 1758)
- Lasiocampa serrula (Guenée, 1858)
- Lasiocampa siniscalchii (Turati, 1926)
- Lasiocampa staudingeri (Bethune-Baker, 1885)
- Lasiocampa subulva (Mabille, 1884)
- Lasiocampa terreni (Herrich-Schäffer, 1847)
- Lasiocampa trifolii (Denis & Shiffermüller, 1775)
- Lasiocampa vitellius Oberthür, 1911